# Liste der Bodendenkmale in Hude (Nordfriesland)
In der Liste der Bodendenkmale in Hude sind die Bodendenkmale der Gemeinde Hude nach dem Stand der Bodendenkmalliste des Archäologischen Landesamts Schleswig-Holstein von 2016 aufgelistet.
| Denkmal-ID           | Befundart           | Bezeichnung | Zeitstellung                 | Lage | Bemerkungen | Bild |
| -------------------- | ------------------- | ----------- | ---------------------------- | ---- | ----------- | ---- |
| aKD-ALSH-Nr. 001 212 | Grabmal > Grabhügel | Grabhügel   | Vor- und/oder Frühgeschichte |      | = Hude LA 5 |      |